# Gozu
Gozu (jap. 極道恐怖大劇場 牛頭 ＧＯＺＵ, Gokudō kyōfu dai-gekijō: Gozu) ist ein japanischer Spielfilm von Regisseur Takashi Miike aus dem Jahr 2003. Der Titel bedeutet in Deutsch etwa „großes Yakuza-Horror-Kino: Gozu“, wobei Gozu ein rindköpfiger Wächter-Dämon der buddhistischen Hölle ist.

## Handlung
Ozaki und sein jüngerer, loyaler Untergebener Minami sind Mitglieder des Azamawari-Clans, eines kriminellen Yakuza-Netzwerkes. Ozaki dreht jedoch in letzter Zeit immer mehr durch, sieht überall feindliche Yakuzas und fällt durch sein merkwürdiges Benehmen der patriarchalischen Führungsfigur der Organisation, dem weißgekleideten Oyabun, unangenehm auf. In einem harmlosen kleinen Chihuahua sieht er beispielsweise während einer Clanversammlung einen „Yakuza-Angriffshund“ und tötet ihn brutal vor den Augen der schockierten Besitzer und seines fassungslosen Clan-Bosses. Dieser erkennt, dass Ozaki aufgrund seines Realitätsverlustes nicht länger für die Organisation tragbar ist und erteilt Minami den Auftrag, seinen auffällig gewordenen „Bruder“ – seinen Yakuza-Vorgesetzten (jap. „Aniki“) – umzubringen, zumal er auch schon plante, den Paten zu stürzen. Trotz einiger Zweifel fährt Minami, dem Ozaki einst das Leben rettete, die Müllhalde der Stadt Nagoya an, um seinen Aniki hinzurichten. Der aber kommt noch auf der Fahrt zur traditionellen Hinrichtung unplanmäßig durch einen Verkehrsunfall zu Tode.
In der Stadt angekommen, versucht Minami sofort, den Clan-Chef telefonisch zu kontaktieren, betritt hierfür ein Restaurant und lässt Ozakis Leichnam auf dem Rücksitz seines Autos zurück. Die Leiche verschwindet aber auf mysteriöse Weise und Minami startet daraufhin eine Suchaktion. Der Ort und seine skurrilen Bewohner erweisen sich bald als Alptraum. Minami gerät in äußerst absurde Situationen, wird beispielsweise Zeuge, wie seine sadistische Herbergsmutter alternativ Milch produziert, indem sie ihre Muttermilch in Flaschen abfüllt. Unterstützung findet der Yakuza in einem sonderbaren Freak der beheimateten Shiroyama-Bande: Nosechi.
Nosechi bringt ihn auf die Fährte eines Mannes, der zur Tatzeit das Restaurant besuchte und anschließend in der von einem Geschwisterpaar bewirtschafteten Herberge, genau eine Etage über ihm, nächtigte. In der Hoffnung, dass der Unbekannte in sein Zimmer zurückkehrt, beschließt Minami daraufhin, dort zu übernachten. In einem surrealen Tagtraum erhält der Yakuza eine Nachricht, die ihn zu einem entlegenen Schrottplatz führt. Dort wartet Ozaki, der offensichtlich tot ist, in Gestalt einer jungen, attraktiven Frau; spätestens jetzt verschmelzen Realität und Fantasie von Minami.
Minami reist gemeinsam mit der jungen Frau zurück zu seinem Chef, um ihn über den Verbleib Ozakis zu unterrichten. Dieser kann die verworrene Geschichte nicht glauben, zweifelt geradezu am Verstand Minamis, als „Ozaki“ in Frauengestalt die Versammlung betritt und sich als arbeitssuchende Sakiko ausgibt. Yakuza-Boss Azamawari ist sofort ihren äußeren Reizen erlegen und engagiert sie für ein privates Stelldichein in seiner Wohnung. Nach einer Weile stürmt der eifersüchtige Minami die Wohnung seines Paten und es kommt zum Handgemenge zwischen ihm und dem Yakuza-Boss. Azamawari hatte sich, um eine Erektion zu bekommen, einen metallenen Suppenschöpfer in den Anus (quasi wie einen Analstöpsel) eingeführt. Im Handgemenge mit Minami fällt Azamawari zu Boden und der Suppenschöpfer dringt noch tiefer in seinen Anus ein. Minami nimmt eine Stehlampe, deren Glaskolben zerbrochen war, und führt den unter Strom stehenden Glühfaden an den Suppenschöpfer – Azamawari verstirbt am Stromschlag.
Am Ende des Films sieht man den verklemmten Minami beim Liebesakt mit der jungen Frau, als plötzlich sein „Bruder“ Ozaki unter Schmerzen von der jungen Frau geboren wird.

## Kritiken
„Monströs-überbordende Geschichte voller Sex and Crime, Geistererscheinungen und überraschenden Wendungen, die nach verhaltenem Anfang Fahrt aufnimmt. Vieles in Miikes Film erinnert an David Lynch, David Cronenberg und Aki Kaurismäki.“